# Milan Jovanović (Servië)
Milan Jovanović (Servisch: Милан Јовановић) (Bajina Bašta, 18 april 1981) is een Servisch voormalig voetballer die bij voorkeur in de aanval speelde. Hij beëindigde op 24 juli 2014 zijn actieve carrière om verder te gaan als zaakwaarnemer van andere spelers. Jovanović was van 2007 tot en met 2012 international van het Servisch voetbalelftal, waarvoor hij 44 keer speelde en 11 keer scoorde.

## Carrière

### Beginjaren
Jovanović' profloopbaan begon bij de Servische club Vojvodina Novi Sad, waarna hij verkaste naar Sjachtar Donetsk in Oekraïne en later naar het Russische Lokomotiv Moskou. De aanvaller stond bekend als een groot talent, maar kon in Oost-Europa door blessures nooit doorbreken.

### Standard Luik

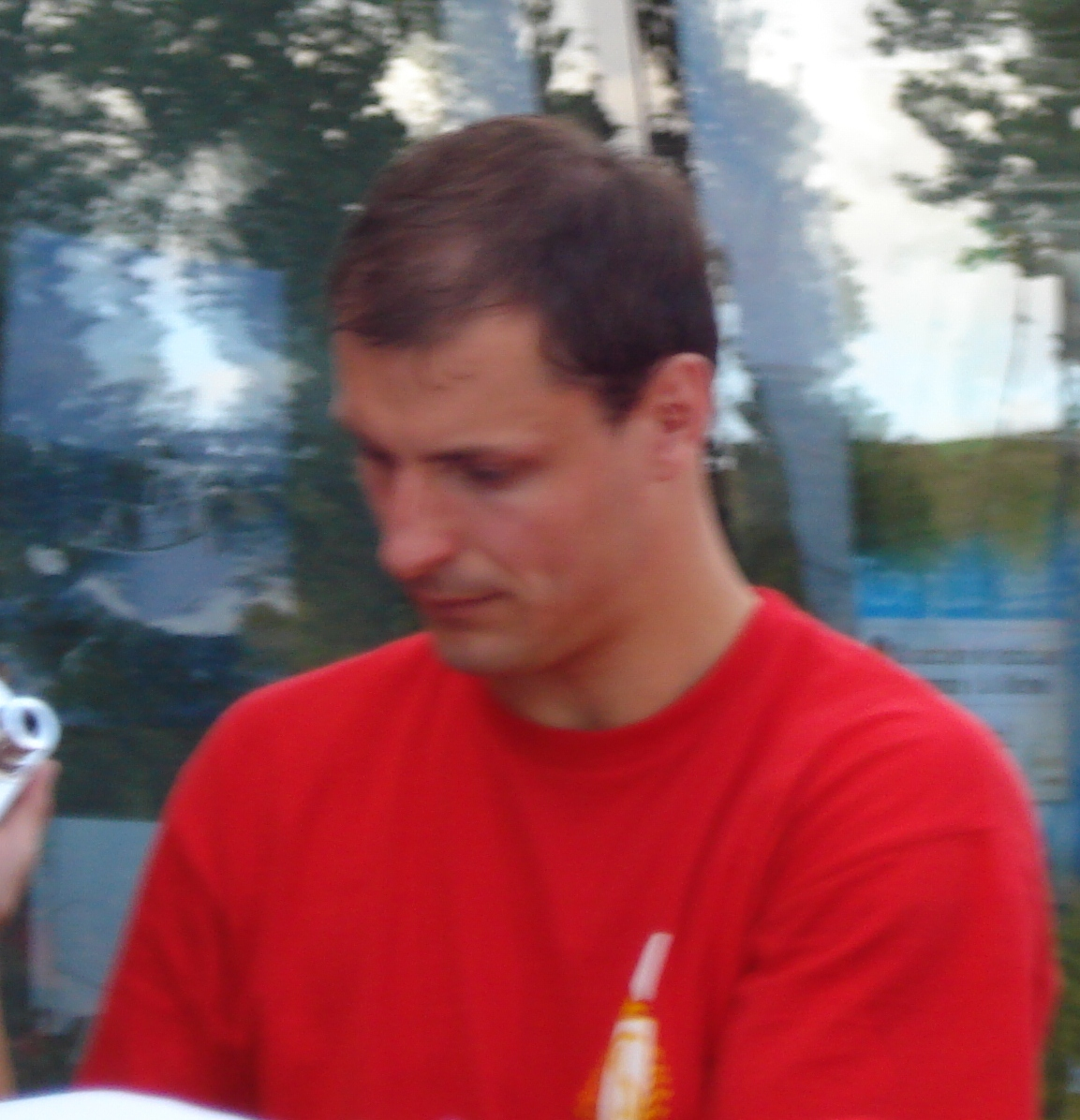
Milan Jovanović op een training van Standard.

Via Nebojša Popović, de Servische clubdokter van Standard Luik die in 1972 een gouden medaille op de Olympische Spelen in München had gewonnen, belandde Jovanović in 2006 in België. Hij maakte indruk in oefenwedstrijden en kreeg van toenmalig technisch directeur Michel Preud'homme een contract.
Trainer Johan Boskamp werd in zijn eerste seizoen al snel aan de deur gezet. Preud'homme nam zijn taken over en Jovanović groeide in geen tijd uit tot een van de smaakmakers van Standard. Een seizoen later werd hij samen met Steven Defour, Axel Witsel, Marouane Fellaini en Dieumerci Mbokani het gezicht van het nieuwe Standard. De Rouches pakten in 2008 voor het eerst in 25 jaar de landstitel. In die periode toonde de Serviër zich op het veld met zijn snelle dribbelacties en neus voor doelpunten, terwijl hij naast het veld de harten van het publiek veroverde met zijn charme en uitstraling. Hij kreeg van de supporters van Standard de bijnaam Le Serpent (De Slang) omwille van zijn snelle, kronkelende dribbels.
In zijn derde seizoen werd de Roemeen László Bölöni als trainer aangesteld. De club slaagde er bijna in om in de laatste voorronde van de Champions League het Engelse Liverpool FC uit te schakelen. Standard kwam uiteindelijk in de Europa League terecht en overleefde daarin de groepsfase. In eigen land veroverden de Rouches voor de tweede keer op rij de titel na testmatchen tegen RSC Anderlecht. Door zijn opvallende prestaties kon Jovanović rekenen op de interesse van clubs als PSV, VfB Stuttgart en Panathinaikos. Maar ondanks de geruchten bleef hij ook in de zomer van 2009 in Luik. De club presteerde dat seizoen in de Belgische competitie echter ondermaats en de Servische aanvaller werd samen met Bölöni steeds vaker op de korrel genomen. Jovanović mengde zich als speler van Standard in 2009 eens als ludieke actie onder de supporters van Anderlecht. Dit was vlak voor de wedstrijd tussen de twee aartsrivalen. In de Champions League maakte Standard wel indruk. Begin 2010 kreeg Jovanović de Gouden Schoen. De club stuurde echter geen spelers naar de prijsuitreiking waardoor toenmalig premier en Standardsupporter Yves Leterme de Gouden Schoen in ontvangst mocht nemen.

### Liverpool FC
Enkele maanden na zijn Gouden Schoen hield de 29-jarige Jovanović het in België voor gezien. Trainer Rafael Benítez haalde hem naar Liverpool. Maar Benítez stapte nog voor het begin van het seizoen op. Roy Hodgson volgde hem op, maar werd zelf in januari 2011 vervangen door Kenny Dalglish. Jovanović kwam nog amper aan spelen toe en maakte in de enkele invalbeurten die hij kreeg, weinig indruk. Van de supporters kreeg hij wel de bijnaam Lane, een afkorting van zijn voornaam en tevens Servisch voor Bambi, een verwijzing naar zijn persoonlijkheid naast het veld.
Voorzitter John W. Henry ergerde zich na afloop van het seizoen aan het hoge loon van spelers als Jovanović, Joe Cole en Brad Jones. De club liet vervolgens weten dat Jovanović, ondanks een lopend contract, gratis mocht vertrekken. Clubs als RSC Anderlecht, Sporting Lissabon, SL Benfica, Schalke 04 en Lille OSC toonden interesse in de Serviër.

### RSC Anderlecht
Op 2 augustus 2011 werd bekend dat Jovanović bij RSC Anderlecht een contract voor 2 jaar had getekend. Paars-wit betaalde een transfersom van €800.000 voor de Servische aanvaller. Enkele dagen later tekende ook Dieumerci Mbokani een contract bij Anderlecht. Jovanović en Mbokani speelden twee jaar eerder nog samen voor rivaal Standard Luik.
De Servische aanvaller maakte op 14 augustus zijn debuut voor Anderlecht. Hij viel toen tegen KSC Lokeren in na 83 minuten. In geen tijd ontpopte Jovanović zich tot een vaste waarde. Met zijn neus voor doelpunten en assists werd hij al snel een van de productiefste spelers van het team. In 2012 veroverde hij met paars-wit zijn derde landstitel in België. In de zomer van 2012 werd John van den Brom aangesteld als de opvolger van trainer Ariël Jacobs. Onder de Nederlander kende Jovanović een wisselvallig seizoensbegin. Tijdens de voorrondes van de Champions League nam Anderlecht het op tegen Limassol. De Serviër werd in de heenwedstrijd na 74 minuten gewisseld en stapte boos het veld af. Even later trapte hij een fles water het veld op en kreeg hij van de scheidsrechter zijn tweede gele kaart. Desondanks bleef Jovanović ook onder Van den Brom een basisspeler. In het seizoen 2012/13 scoorde hij in de Champions League een van de vier Anderlechtse doelpunten en veroverde hij zijn tweede landstitel op rij.
Hoewel manager Herman Van Holsbeeck tijdens het seizoen beloofde dat Jovanović een contractverlenging van een jaar zou krijgen als Anderlecht de titel won, besloot het bestuur van de club in juni 2013 om geen nieuwe verbintenis met de Serviër aan te gaan.

## Internationaal
Jovanović debuteerde op 2 juni 2007 voor het voetbalelftal van Servië, in de uitwedstrijd tegen Finland, waarin hij meteen een doelpunt maakte. In 2010 nam hij met Servië deel aan het WK in Zuid-Afrika. Servië overleefde de groepsfase niet, maar Jovanović scoorde wel het enige doelpunt in de wedstrijd tegen Duitsland. Hij vierde zijn goal door in een gracht, die de tribune van het veld scheidde, te springen.

## Individuele prijzen
Jovanović won op 11 mei 2008 de prijs voor Profvoetballer van het Jaar. Op 13 januari 2010 won hij de Gouden Schoen, maar was hij zelf niet aanwezig op de uitreiking. De Belgische premier Yves Leterme nam de trofee in ontvangst.

## Statistieken
| Seizoen | Club               | Land                 | Competitie         | Wed. | Goals |
| ------- | ------------------ | -------------------- | ------------------ | ---- | ----- |
| 1999/00 | Vojvodina Novi Sad | Joegoslavië          | Meridian Superliga | 9    | 0     |
| 2000/01 | Vojvodina Novi Sad | Joegoslavië          | Meridian Superliga | 15   | 3     |
| 2001/02 | Vojvodina Novi Sad | Joegoslavië          | Meridian Superliga | 7    | 0     |
| 2002/03 | Vojvodina Novi Sad | Servië en Montenegro | Meridian Superliga | 12   | 7     |
| 2002/03 | Sjachtar Donetsk   | Oekraïne             | Vysjtsja Liha      | 6    | 1     |
| 2003/04 | Sjachtar Donetsk   | Oekraïne             | Vysjtsja Liha      | 0    | 0     |
| 2004    | Lokomotiv Moskou   | Rusland              | Premjer-Liga       | 3    | 0     |
| 2005    | Lokomotiv Moskou   | Rusland              | Premjer-Liga       | 0    | 0     |
| 2006/07 | Standard Luik      | België               | Jupiler Pro League | 29   | 14    |
| 2007/08 | Standard Luik      | België               | Jupiler Pro League | 31   | 16    |
| 2008/09 | Standard Luik      | België               | Jupiler Pro League | 30   | 12    |
| 2009/10 | Standard Luik      | België               | Jupiler Pro League | 26   | 10    |
| 2010/11 | Liverpool FC       | Engeland             | Premier League     | 10   | 0     |
| 2011/12 | RSC Anderlecht     | België               | Jupiler Pro League | 26   | 9     |
| 2012/13 | RSC Anderlecht     | België               | Jupiler Pro League | 33   | 8     |
|         |                    |                      | Totaal             | 236  | 79    |

## Palmares
| Competitie         |                  |                  |                  |                  |
| Competitie         | Aantal           | Jaren            |                  |                  |
| Sjachtar Donetsk   | Sjachtar Donetsk | Sjachtar Donetsk | Sjachtar Donetsk | Sjachtar Donetsk |
| ------------------ | ---------------- | ---------------- | ---------------- | ---------------- |
| Beker van Oekraïne | 1×               | 2004             |                  |                  |
| Lokomotiv Moskou   |                  |                  |                  |                  |
| Russisch kampioen  | 1×               | 2004             |                  |                  |
| Standard Luik      |                  |                  |                  |                  |
| Belgisch kampioen  | 2×               | 2007/08, 2008/09 |                  |                  |
| Belgische Supercup | 2×               | 2008, 2009       |                  |                  |
| RSC Anderlecht     |                  |                  |                  |                  |
| Belgisch kampioen  | 2×               | 2011/12, 2012/13 |                  |                  |
| Belgische Supercup | 1×               | 2012             |                  |                  |

| Individueel                 |    |      |
| Profvoetballer van het Jaar | 1× | 2008 |
| Gouden Schoen               | 1× | 2009 |